# Carlos Moore
Carlos Moore (Nascido Charles Moore Wedderburn em Cuba, em 1942). É um escritor, pesquisador e cientista social dedicado ao registro da história e da cultura negra. 
É conhecido internacionalmente pela luta contra o racismo, pelo panafricanismo e por ter escrito a biografia autorizada do cantor, saxofonista e ativista nigeriano Fela Kuti:"Fela, Esta vida Puta".

## Biografia
Sua família era formada por pessoas de diversas ilhas das Antilhas: o pai biológico era de Trinidad e os pais dele, seus avós, eram de Barbados; o pai que o adotou era jamaicano e a mãe era natural de ilhas da região.
Ele viveu em Cuba até os 15 anos e mudou-se para Nova Iorque, Estados Unidos, em 1958. Lá conheceu Maya Angelou, com quem aprendeu muito sobre justiça racial e o pensamento intelectual negro.
Retornou a Cuba em seguida juntando-se ao movimento revolucionário liderado por Fidel Castro. Ele concordava com os princípios revolucionários, mas discordava das autoridades sobre a discriminação racial persistente em Cuba. Fato que dificilmente se tens contato ao ler sobre o comunismo cubano, principalmente no tocante ao respeito para com as diferenças.
Depois de ser preso algumas vezes, deixa a ilha em 1963, rumo à França. Lá ele conhece outros ativistas negros como o senegalês Alioune Diop e o filósofo poeta da Martinica Aimé Césaire e passa a trabalhar como jornalista na Agence France-Presse. Na França, inicia sua vida acadêmica e trabalha também como jornalista.
Ao longo de sua carreira como militante, esteve ao lado de Malcolm X, Cheikh Anta Diop, Aimé Césaire, Stokely Carmichael, Lelia Gonzalez, Walterio Carbonell, Abdias Nascimento, Harold Cruse, Alex Haley.
Desde 2000 ele viveu no Brasil com a família, aproveitando para escrever suas memórias e conhecer mais da cultura latino-americana. Hoje vive em Guadaloupe.[carece de fontes?]

### Vida acadêmica
Sua carreira como acadêmico e pesquisador foi marcada pelo título de Doutor em Etnologia, em 1979, e Doutorado em Ciências Humanas, em 1983, ambos pela Universidade de Paris-7.
Entre 1984 e 2000 foi Professor Visitante na Universidade Internacional da Flórida (EUA), Universidade do Caribe (Trinidad-Tobago), e Universidade do Caribe Francês (Martinica e Guadalupe).

## Obras
- Marxismo e a questão racial: Karl Marx e Friederich Engels frente ao racismo e à escravidão. Belo Horizonte: Nandyala Editora, 2010.[8]
- Pichón: Race and Revolution in Castro´s Cuba, Chicago : Lawrence Hill Books, 2008.[4]
- A África que Incomoda: sobre a problematização do legado africano no quotidiano brasileiro, Belo Horizonte: Nandyala Editora, 2008.[9]
- Racismo e Sociedade: Novas bases epistemológicas para entender o racismo, Belo Horizonte: Mazza Edições, 2007.[10]
- African Presence in the Americas, Trenton, NJ : Africa World Press, 1995;[11]
- Castro, the Blacks, and Africa, Los Angeles : CAAS/UCLA, 1989.[12]
- Were Marx and Engels Racists? - The prolet-Aryan outlook of Marx and Engels, Chicago : IPE, 1972.[13]
- A África que incomoda – sobre a problematização do legado africano no quotidiano brasileiro (Carlos Moore, Cuba, 2008; 2.ed.,2010)

### Biografia de Fela Kuti: Traduções e reedições
- Fela, Fela: This Bitch of a Life, Londres: Allison & Busby, 1982.[14]
- Fela, Fela: Cette Putain de Vie, Paris: Karthala, 1982.[15]
- Fela: This Bitch of a Life, Chicago: Lawrence Hill Books, 2009.[16]
- Fela Kuti: this bitch of a life, Berlin: Haffmans & Tolkemitt, 2011.[17]
- Fela, Esta vida Puta, Belo Horizonte:  Nandyala Editora, 2011.[2]
- Fela, Questa bastarda di una vita, Arcana, 2012.[18]